# Maciej Kozłowski (aktor)

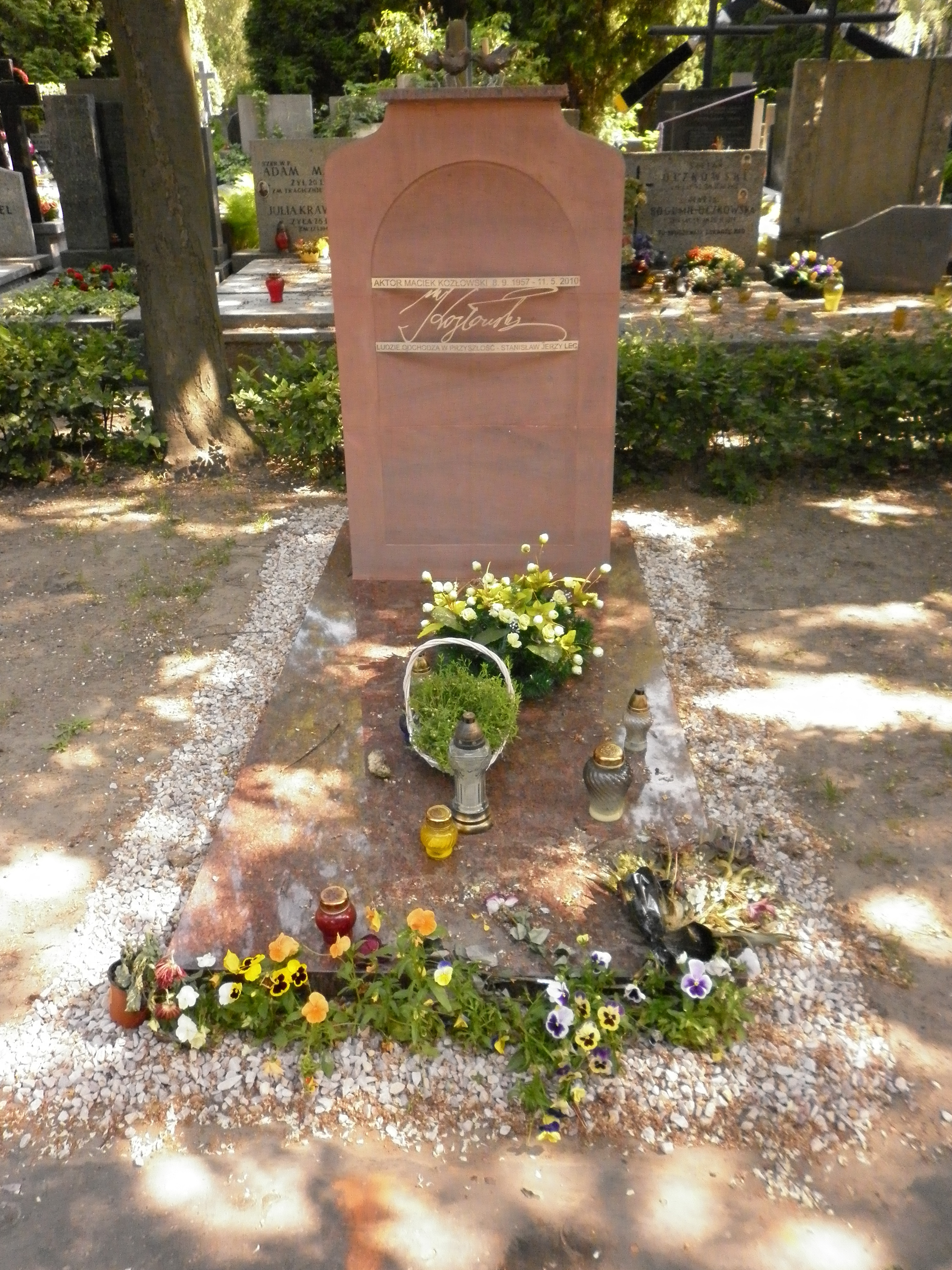
Grób aktora na Cmentarzu Wojskowym na Powązkach w Warszawie (2012)

Maciej Kozłowski właśc. Marian Kozłowski (ur. 8 września 1957 w Kargowej, zm. 11 maja 2010 w Warszawie) – polski aktor teatralny, filmowy i telewizyjny.

## Życiorys
Do dwunastego roku życia wychowywał się w Kargowej. Potem mieszkał w Zgierzu, gdzie ukończył szkołę średnią (Technikum Gospodarki Wodnej). W 1984 ukończył studia na Wydziale Aktorskim Państwowej Wyższej Szkoły Filmowej, Telewizyjnej i Teatralnej im. Leona Schillera w Łodzi. Zagrał m.in. w Kingsajzie, Krollu, Psach, Liście Schindlera, Nic śmiesznego, Kilerze, Ogniem i Mieczem i Odwróconych. Z małego ekranu znany głównie z serialu M jak miłość. Znany także z działalności sportowej. Zdeklarowany fan piłki nożnej i obrońca Reprezentacji Artystów Polskich.
W 2005 r. chcąc oddać krew w ramach kampanii Krewniacy, Kozłowski dowiedział się, że jest zakażony wirusem zapalenia wątroby typu C. Pomimo choroby pozostawał aktywny zawodowo. Zmarł na raka wątroby w nocy z 10 na 11 maja 2010 w Centralnym Szpitalu Klinicznym mieszczącym się przy przy ul. Stefana Banacha w Warszawie.
Pogrzeb aktora odbył się 18 maja 2010 w Warszawie. Został pochowany na Cmentarzu Wojskowym na Powązkach w Warszawie (kwatera IIB 30 rz. Tuje m. 6). W planach jest film dokumentalny z elementami fabuły o aktorze. 

## Teatr
W teatrze oficjalnie zadebiutował 17 grudnia 1983.
W latach 1983–1988 aktor Teatru Nowego w Poznaniu, w latach 1988–1993 Zespołu Janusza Wiśniewskiego. Od 1998 do śmierci związany był z Teatrem Narodowym w Warszawie.
Za najważniejszą kreację teatralną uważał wcielenie się w postać niezrównoważonego psychicznie Jake’a w spektaklu Teatru Telewizji Zagubieni autorstwa Sama Sheparda w reż. Macieja Dejczera (1995).

### Spektakle teatralne

#### Teatr Studyjny w Łodzi
- 1983 – Bal manekinów (reżyseria Bogdan Michalik) jako Delegat

#### Teatr Nowy w Poznaniu
- 1984 – Jezioro Bodeńskie jako marynarz (reż. Izabella Cywińska)
- 1985 – Matka jako Alfred hr. de la Trefouille (reż. Marcel Kochańczyk)
- 1985 – Trzy siostry jako Tuzenbach; Rode (reż. Janusz Nyczak)
- 1986 – Zorza jako Dedal (reż. I. Cywińska)
- 1987 – Modlitwa chorego przed nocą jako Osioł (reż. Janusz Wiśniewski)
- 1987 – Wesele jako Kasper (reż. J. Nyczak)
- 1988 – Cmentarze jako Plutonowy (reż. I. Cywińska)

#### Zespół Janusza Wiśniewskiego
- 1989 – Olśnienie jako Koń (reż. J. Wiśniewski)

#### Teatr Narodowy w Warszawie
- 1997 – Noc listopadowa jako generał Józef Chłopicki (reż. Jerzy Grzegorzewski)
- 1998 – Dialogus de passione jako Kat (reż. Kazimierz Dejmek)
- 1999 – Wybrałem dziś zaduszne święto jako Śmiejąca się Czaszka (reż. J. Wiśniewski)
- 1999 – Kartoteka jako Gruby (reż. Kazimierz Kutz)
- 1999 – Nowe Bloomusalem jako pierwszy policjant (reż. J. Grzegorzewski)
- 2000 – Wesele jako Wojtek (reż. J. Grzegorzewski)
- 2000 – Noc listopadowa jako oficer Dąbrowski (reż. J. Grzegorzewski)
- 2002 – Nie-Boska komedia jako Wariat (reż. J. Grzegorzewski)
- 2002 – Kurka Wodna jako Izaak Widmower (reż. Jan Englert)
- 2003 – Merlin. Inna historia jako Secundus, czyli Gowen konetabl (reż. Ondrej Spisak)
- 2004 – Ryszard II jako sir Piers of Exton (reż. Andrzej Seweryn)
- 2006 – Nora jako doktor Rank (reż. Agnieszka Olsten)
- 2007 – Stara kobieta wysiaduje jako Ślepiec (reż. Stanisław Różewicz)
- 2007 – Chłopcy z Placu Broni (reż. Michał Zadara)
- 2008 – Wiele hałasu o nic jako don Juan (reż. Maciej Prus)

#### Teatr na Woli im. Łomnickiego w Warszawie
- 1999 – Miłość – to takie proste jako Robert (reż. Jacek Gąsiorowski)

#### Teatr Polski we Wrocławiu
- 2009: Samsara Disco jako Lebiediew (reż. Agnieszka Olsten)

#### Teatr Polonia w Warszawie
- 2009: Krzysztof M. Hipnoza (reż. Krzysztof Materna)

#### Widowiska plenerowe
- 2005 – Częstochowska Victoria jako ojciec Augustyn Kordecki (reż. Jerzy Bielunas)

## Koncerty
- 2009: I Koncert Niepodległości „Premierowy” w Muzeum Powstania Warszawskiego – narrator[10]

## Film
Na ekranie zadebiutował w epizodzie w serialu Królowa Bona (1980).
Wizerunek ekranowy Macieja Kozłowskiego w latach 90. ukształtowało kilka ról gangsterów i bandytów, m.in. w Psach i Mieście prywatnym, gdzie zagrał Alego, szefa warszawskiej mafii. Zagrał m.in. u Juliusza Machulskiego, Władysława Pasikowskiego, Marka Koterskiego czy Stevena Spielberga. Za najważniejszą rolę filmową uważał kreację atamana kozackiego Maksyma Krzywonosa w ekranizacji powieści Henryka Sienkiewicza Ogniem i mieczem.
Popularność przyniosły mu też role w serialach, m.in. Matki, żony i kochanki, Dom, 13 posterunek czy Na dobre i na złe oraz Odwróceni. Największą rolę serialową, Waldemara Jaroszego, zagrał w M jak miłość (w latach 2002–2005, 2009, 2010).

### Filmografia

#### Filmy pełnometrażowe
- 1983: Nie było słońca tej wiosny jako Piotr Wołosz
- 1983: Mgła jako Kim
- 1983: Wedle wyroków twoich...
- 1985: Osobisty pamiętnik grzesznika przez niego samego spisany jako Nieznajomy
- 1987: Kingsajz jako Waź
- 1989: Po upadku. Sceny z życia nomenklatury − uczestnik narady
- 1989: Szklany dom jako urzędnik
- 1990: Ucieczka z kina „Wolność” jako aktor amerykański
- 1990: Piggate jako Alain Lecog
- 1990: Mów mi Rockefeller jako Matros
- 1990: Superwizja jako agent „SuperWizji”
- 1991: Kroll jako kapitan
- 1992: Psy jako Barański
- 1992: Szwadron jako Kozłow
- 1993: Pora na czarownice jako Waldek
- 1993: Polski crash jako Dąbek
- 1993: Pożegnanie z Marią jako furman
- 1993: Balanga jako porucznik Bąkała
- 1993: Lista Schindlera jako strażnik SS w Zabłociu
- 1993: Moja historia jako barman
- 1994: Miasto prywatne jako Ali (także współautor dialogów w filmie)
- 1994: Piękna warszawianka jako portier
- 1995: Drzewa
- 1995: Gang Jönssona jako Ritzie
- 1995: Dzieje mistrza Twardowskiego jako Lucyper – książę ds. Wschodu
- 1995: Nic śmiesznego jako Maciej „Maciek”, przyjaciel Adama
- 1996: Poznań 56 jako Ubek
- 1996: Wirus jako facet Barczysty
- 1996: Deszczowy żołnierz jako pułkownik
- 1997: Kiler jako prokurator
- 1997: Drugi brzeg jako Stimming
- 1998: Liceum czarnej magii jako dyrektor Puto
- 1999: Ogniem i mieczem jako Krzywonos
- 1999: Ajlawju jako partner Gosi
- 1999: Na koniec świata jako notariusz
- 1999: Ostatnia misja jako Cortez, człowiek szefa mafii w Paryżu
- 2000: To ja, złodziej jako Maks
- 2001: Blok.pl jako facet z teczką – Bałagan
- 2001: Wiedźmin jako Gwidon-Falwick
- 2002: E=mc² jako Alosza
- 2002: Jak to się robi z dziewczynami jako Heniek „Długi”
- 2003: Stara baśń. Kiedy słońce było bogiem jako Smerda
- 2005: Oda do radości jako Piotr, ojciec Marty
- 2005: Masz na imię Justine jako egzaminator w masarni
- 2007: Jasne błękitne okna − Zbigniew
- 2007: Świadek koronny jako Roman Kraus „Szybki”
- 2008: Kochaj i tańcz jako kierowca taksówki
- 2009: Idealny facet dla mojej dziewczyny jako Antoni Chmurski
- 2009: Generał Nil jako Tadeusz Grzmielewski
- 2009: Janosik. Prawdziwa historia jako pierwszy sędzia

#### Seriale
- 1980: Królowa Bona jako dworzanin (odc. 5)
- 1985: Przyłbice i kaptury jako Benko, mąż Zyty
- 1988–1991: Pogranicze w ogniu jako major von Seebohm
- 1990: Świnka jako Alain Lecog
- 1995: Matki, żony i kochanki jako Waldek
- 1997: Matki, żony i kochanki, II seria − jako Waldek
- 1997, 2000: Dom jako Aleksander „Ekstra Mocny” (odc. 18, 24 i 25)
- 1997: Sposób na Alcybiadesa jako psycholog Jacek Stanisław Karwid (odc. 1)
- 1998: 13 posterunek jako dowódca brygady antyterrorystycznej (odc. 18, 21, 24 i 39)
- 1998: Ekstradycja III jako trener, oficer BOR-u, podwładny Góry
- 2000: Ogniem i mieczem jako Krzywonos
- 2000: 13 posterunek 2 jako dowódca brygady antyterrorystycznej (odc. 30, 32 i 33)
- 2000: Klasa na obcasach jako ojciec Agi
- 2001: Na dobre i na złe jako Marcin Popielarz, przyjaciel Adama Pawicy (odc. 70, 86 i 87)
- 2001: Przeprowadzki jako kasiarz Marian Holtz, syn stróża Ambrożego (odc. 8 i 9)
- 2001: Marszałek Piłsudski jako generał Gustaw Dreszer-Orlicz (odc. 7)
- 2002: Wiedźmin jako Gwidon-Falwick
- 2002: Samo życie jako Głowacki, trener boksu w Klubie Sportowym „Sparta”, ojciec Patrycji
- 2002–2010: M jak miłość jako Waldemar Jaroszy
- 2003: Stara baśń – kiedy słońce było bogiem jako Smerda
- 2004: Czwarta władza jako Andrzej Żabiec
- 2004: Oficer jako Michał Matejewski
- 2005: Bulionerzy jako pułkownik Czesław Czapkowski (odc. 50)
- 2006: Oficerowie jako Michał Matejewski
- 2006–2007: Pogoda na piątek jako Krzysztof, przyjaciel Jaśka, partnera Joli
- 2007: Ekipa jako biznesmen Arkadiusz Stoch (odc. 6)
- 2007: Odwróceni jako Roman Kraus „Szybki” (odc. 1-11)
- 2008–2009: 39 i pół jako Zdrada
- 2008: Trzeci oficer jako generał Michał Matejewski
- 2009: Ojciec Mateusz jako Rosa, prezes klubu (odc. 25)
- 2009: Plebania jako Van Kerkhof
- 2009: Janosik. Prawdziwa historia jako pierwszy sędzia
- 2010: Szpilki na Giewoncie jako Jędrek Skorupa

#### Polski dubbing
- 1999: Rezerwowe psy jako Vincent/Major Sztos
- 2007: Złoty kompas jako lord Asriel

#### Etiudy filmowe
- 1983: Oko w oko

#### Filmy krótkometrażowe
- 1986: Czy będzie wojna? (reż. Krzysztof Magowski)
- 1997: Chopin (Narrator)
- 2000: Kraków. Moje miasto (lektor)
- 2003: T-Rex (reż. Sławomir Pstrong)

## Występy w telewizji
Miał na koncie wiele ról w Teatrze Telewizji. Był też częstym gościem różnych programów rozrywkowych.

### Spektakle Teatru Telewizji
- 1986 – Ciemności kryją ziemię (reż. Izabella Cywińska) jako Rodrigo
- 1993 – Książę Homburg (reż. Krzysztof Lang) jako Wachmistrz
- 1994 – Strzały u Cyrana (reż. Filip Zylber) jako Ted Malvern
- 1994 – Złoty chłopak (reż. Maciej Dejczer) jako Pepper
- 1994 – Córka czasu (reż. Adam Ustynowicz) jako sierżant Williams
- 1994 – Intruz (reż. Łukasz Wylężałek) jako Goryl 2
- 1995 – Nasza szkapa (reż. Jacek Skalski) jako ojciec
- 1996 – Pijacy (reż. Jacek Skalski) jako Iwronski
- 1996 – Klimaty (reż. Magdalena Łazarkiewicz) jako Bertrand
- 1996 – Zagubieni (reż. Maciej Dejczer) jako Jake
- 1996 – Złoty garniec (reż. Jacek Skalski) jako Heerbrand
- 1996 – Kociokwik (reż. Ireneusz Engler) jako ochroniarz
- 1996 – Strzeż się pamięci (reż. Magdalena Łazarkiewicz) jako porucznik Fine
- 1997 – Ludzie ognia (reż. Wojciech Molski) jako Roptu
- 1997 – Julianka (reż. Jacek Skalski) jako mężczyzna w płaszczu
- 1997 – Król Maciuś I (reż. Filip Zylber) jako minister Przemysłu
- 1998 – Dokument podróży (reż. Magdalena Łazarkiewicz, Gołda Tencer)
- 1998 – Duże i małe (reż. Piotr Łazarkiewicz) jako Informatyk
- 1999 – Hrabia (reż. Filip Bajon) jako Mackrott
- 1999 – Dybuk (reż. Agnieszka Holland) jako Michael
- 2001 – Siedem dalekich rejsów (reż. Marcin Ziębiński) jako kapitan Stołyp
- 2002 – Krótki kurs medialny (reż. Tomasz Wiszniewski) jako Szamil
- 2003 – Fantom (reż. Łukasz Barczyk) jako Gerdmann
- 2004 – Hamlet (reż. Łukasz Barczyk) jako Bernardo i Pan
- 2006 – Juliusz Cezar (reż. Jan Englert) jako Ligariusz
- 2007 – Sprawa Emila B. (reż. Małgorzata Imielska) jako kolega
- 2007 – Wyzwolenie (reż. Maciej Prus) jako Prymas
- 2008 – O prawo głosu (reż. Janusz Petelski) jako gen. broni Władysław Anders
- 2009 – Operacja Reszka (reż. Ewa Pytka) jako Rafał

### Udział w programach telewizyjnych
- 1999 – Benefis Jerzego Hoffmana
- 2000 – Sensacje XX wieku (Polska w ogniu, Katyń cz. 1) Bogusława Wołoszańskiego w reżyserii Wojciecha Pacyny – przy rekonstrukcji zdarzeń historycznych – w roli generała Władysława Andersa
- 2001 – Ananasy z mojej klasy
- Rower Błażeja
- Wieczór z Jagielskim
- 2002 – Milionerzy (wydanie specjalne)
- 2003, 2005 – Prawdę mówiąc – zza kulis serialu M jak miłość
- 2003 – Bezludna wyspa
- 2003 – Śpiewające fortepiany
- 2003 – Zabawy językiem polskim
- 2003 – Kot, czyli ktoś ogromnie tajemniczy
- 2004 – Na zdrowie: Jagielski
- 2004 – Benefis serialu „M jak miłość” – to już 200 odcinków
- 2004 – Lubię czytać
- 2004 – Pytanie na śniadanie (21 maja)
- 2004 – Zwierzenia kontrolowane
- 2005 – Studio Sport
- 2005 – Kuba Wojewódzki
- 2009 – Ludzie na walizkach, odc. 14
- 2009 – Tomasz Lis na żywo, 30 listopada
- 2010 – Spadkobiercy, odc. 20

## Nagrody, wyróżnienia, odznaczenia
- 1985 – nagroda za najlepszą kreację młodego aktora za rolę w spektaklu Audiencja III (sztuka autorstwa Bogusława Schaeffera) na XX OPTMF w Szczecinie
- nagroda teatralna w Edynburgu
- 2004 – tytuł honorowego obywatela gminy Kargowa
- 2005 – Srebrny Krzyż Zasługi[12]

## Działalność dodatkowa
- W czasie gdy nie miał propozycji ról, zarabiał pracując na budowie, handlując starymi meblami i prowadząc punkt ksero. Często odwiedzał targ staroci na warszawskim Kole. Był też współwłaścicielem agencji ochrony.
- Na początku lat 90. XX wieku prowadził nocne audycje oraz konkursy na antenie poznańskiego Radia Merkury.
- W 2008 wraz z aktorką Katarzyną Figurą wziął udział w kampanii „Na dobrej drodze”, której hasło brzmi: „Więcej wiedzieć o handlu ludźmi to skuteczniej go zwalczać”. Kampania ta prowadzona jest w ramach projektu „IRIS – reintegracja społeczna i zawodowa kobiet ofiar handlu ludźmi”[13].

### Sport
- Jako nastolatek grał w piłkę nożną w III lidze w Miejskim Klubie Piłkarskim Boruta Zgierz.
- Już jako znany aktor był jednym z piłkarzy Reprezentacji Artystów Polskich (pod wodzą Olafa Lubaszenki) w tej dyscyplinie.
  - W związku ze śmiercią Macieja Kozłowskiego zaplanowany na 16 maja 2010 roku mecz RAP VS Kabareciarze został zadedykowany zmarłemu aktorowi[14].
- Jego zasługą jest udział polskiej ekipy na Mistrzostwach Świata w Piłce Ulicznej Ludzi Bezdomnych w Edynburgu (2005), aktywnie poszukiwał sponsorów dla tego wyjazdu.

## Życie prywatne
30 grudnia 2008 roku po sześciu latach związku, ożenił się z Agnieszką Kowalską, malarką.